# Памела Бах
Памела Бах (англ. Pamela Bach, уроджена Вайсенбах, також знана як Памела Бах-Гассельгоф; 16 жовтня 1963 — 5 березня 2025, Лос-Анджелес, Каліфорнія, США) — американська акторка, здобула популярність завдяки ролі в телесеріалі «Рятувальники Малібу».

## Біографія
Народилася в Талсі, штат Оклахома, стала другою з трьох дочок. Її мати була моделлю, і вона також займалася моделлю в підлітковому віці. Навчалася у місцевій школі та вивчала інженерне/театральне мистецтво в коледжі A&amp;M Північно-східної Оклахоми. 1985 року переїхала до Лос-Анджелеса.

## Кар'єра
Зніматися почала ще у дитячі роки. Дебютувала в кіно, зігравши у фільмі Френсіса Форда Копполи «Бійцівська рибка». Працювала разом зі своїм чоловіком у довгостроковому серіалі «Рятувальники Малібу», а також неодноразово виконувала роль психологині в серіалі «Сирени». У серпні 2011 року брала участь у восьмому сезоні британського ігрового шоу «Celebrity Big Brother». Вона протрималась 14 днів, посівши дев'яте місце.

## Особисте життя і смерть
1985 року познайомилася з Девідом Гассельгоффом на знімальному майданчику «Лицарів доріг». У грудні 1989 року пара одружилася. 5 травня 1990 року у пари народилася донька Тейлор Енн Гассельгофф, яка навчалася в Університеті Аризони та 2015 року брала участь у реаліті-шоу «Багаті діти Беверлі-Гіллз». 26 серпня 1992 року народилася друга дочка Гейлі Гассельгофф, яка стала акторкою. У січні 2006 року Гассельгофф оголосив, що подає на розлучення, посилаючись на непримиренні розбіжності. Шлюборозлучний процес завершився у серпні 2006 року. Кожен з батьків отримав опіку над однією дитиною.
5 березня 2025 року Бах знайшли мертвою у своєму будинку з вогнепальним пораненням. Бюро судово-медичної експертизи округу Лос-Анджелес визнав її смерть самогубством.

## Фільмографія
Фільми
- 1983 — Бійцівська рибка
- 1985 — Побачення зі страхом
- 1988 — Потрібна деяка оголеність
- 1998 — Маршрут 66
- 2000 — Касл Рок
- 2002 — Більше ніж щеняча любов

Телебачення
- 1985 — Інший світ
- 1984 — Суцільне золото
- 1985 — Тиждень комедії Джорджа Бернса
- 1985 — Ті Джей Хукер
- 1985 — Лицар доріг
- 1986 — Падіння
- 1986 — Будьмо
- 1986 — Пульсація
- 1988 — Сонні Спун
- 1989 — Суперхлопчик
- 1989 — Нова Лессі
- 1991 — Рятувальники Малібу
- 1994 — Молоді та непосидючі
- 1995 — Сирени
- 1997 — Ночі Малібу
- 1998 — Гадюка